# Lĩnh Nam (phường)
Lĩnh Nam là một phường thuộc thành phố Hà Nội, Việt Nam.

## Lịch sử
Phường Lĩnh Nam được hình thành từ ba thôn cổ: Nam Dư Thượng, Thúy Lĩnh và Trung Lập. Trong đó, thôn Trung Lập trước thuộc xã Vĩnh Tuy (nay là phường Vĩnh Hưng). Đây là khu vực có lịch sử khai phá sớm, với bề dày văn hóa và dân cư lâu đời. Năm 1955, ba thôn hợp thành xã Lĩnh Nam, thuộc quận VII, Hà Nội. Ngày 31 tháng 5 năm 1961, lập huyện Thanh Trì mới trên cơ sở hợp nhất huyện Thanh Trì cũ và quận VII cũ, xã Lĩnh Nam trực thuộc huyện Thanh Trì.
Ngày 6 tháng 11 năm 2003, Chính phủ ban hành Nghị định số 132/2003/NĐ-CP về việc:
- Thành lập quận Hoàng Mai thuộc thành phố Hà Nội.
- Thành lập phường Lĩnh Nam thuộc quận Hoàng Mai trên cơ sở toàn bộ 560,20 ha diện tích tự nhiên và 12.829 nhân khẩu của xã Lĩnh Nam thuộc huyện Thanh Trì.

Tính đến ngày 31/12/2024, phường Lĩnh Nam có diện tích 5,57 km² và quy mô dân số là 30.116 người.
Ngày 16 tháng 6 năm 2025, Quốc hội Việt Nam quyết định sắp xếp một phần diện tích tự nhiên, quy mô dân số của các phường Lĩnh Nam, Thanh Trì, Trần Phú, một phần diện tích tự nhiên của phường Yên Sở (quận Hoàng Mai cũ) và phần còn lại của phường Thanh Lương (quận Hai Bà Trưng cũ) thành phường mới có tên gọi là phường Lĩnh Nam.
Sau sắp xếp, phường Lĩnh Nam có diện tích 10,86 km² và quy mô dân số 20.706 người.

## Địa lý
Phường Lĩnh Nam có vị trí địa lý:
- Phía Đông tiếp giáp xã Bát Tràng (ranh giới đi theo sông Hồng)
- Phía Tây tiếp giáp phường Vĩnh Hưng, Hoàng Mai, Yên Sở (ranh giới đi theo đường đê Nguyễn Khoái và đường Vành đai 3)
- Phía Nam tiếp giáp xã Thanh Trì (ranh giới đi theo ranh giới phường cũ)
- Phía Bắc tiếp giáp phường Hồng Hà, Long Biên (ranh giới đi theo cầu Vĩnh Tuy và sông Hồng)

## Hành chính
- Trụ sở Đảng ủy phường: Số 18, đường Khuyến Lương, phường Lĩnh Nam (Địa chỉ cũ: Số 18, đường Khuyến Lương, phường Trần Phú, quận Hoàng Mai)
- Trụ sở UBND phường: Số 669, đường Lĩnh Nam, phường Lĩnh Nam (Địa chỉ cũ: Tổ 23, phường Lĩnh Nam, quận Hoàng Mai)[9][11]

## Kinh tế
Phường Lĩnh Nam có cơ cấu kinh tế chuyển dịch theo hướng tăng dần lĩnh vực dịch vụ - công nghiệp, giảm dần lĩnh vực nông nghiệp.
Khu vực xung quanh chợ Lĩnh Nam, tuyến đường Lĩnh Nam-Trần Phú-Yên Sở, đường ven sông và các trục xuyên tâm đang hình thành các dãy phố kinh doanh. Trên địa bàn phường có nhiều xưởng sản xuất, cơ sở chế biến thực phẩm, cơ sở chế tạo, cơ khí, gara ô tô quy mô nhỏ, nằm xen lẫn các khu dân cư. Phường Lĩnh Nam còn quỹ đất, gần các tuyến giao thông huyết mạch, gần các khu công nghiệp lớn như khu công nghiệp Vĩnh Tuy, khu công nghiệp Minh Khai, khả năng kết nối với các cảng sông Hồng, cảng cạn ICD.
Do quá trình đô thị hóa mạnh, diện tích đất nông nghiệp trên địa bàn phường không còn nhiều. Một số khu vực còn hoạt động nông nghiệp như vùng ven sông Hồng (thuộc khu vực Yên Sở, Lĩnh Nam, Thanh Trì), khu bãi giữa và bãi bồi ven sông được sử dụng để trồng các cây hoa màu ngắn ngày. Quy mô sản xuất nhỏ, mang tính chất phụ trợ, không còn đóng vai trò chủ lực cho kinh tế hộ.

## Xã hội

### Y tế
Phường có các trạm y tế Lĩnh Nam và Trần Phú, cùng các phòng khám tư nhân.

### Giáo dục
Các trường học trên địa bàn phường bao gồm Tiểu học và THCS Trần Phú, Tiểu học Thúy Lĩnh và Trường Trung cấp Y Dược Tuệ Tĩnh Hà Nội.

## Văn hóa
Các di tích lịch sử - văn hóa được xếp hạng cấp Quốc gia bao gồm đình Nam Dư Hạ, đình Thúy Lĩnh, chùa Hộ Quốc, đình Khuyến Lương. Các lễ hội tại phường có lễ hội đình làng, lễ hội vật cầu làng Thúy Lĩnh (mùng 3 - 6 tháng Giêng), lễ hội rước nước (lễ cấp thủy truyền thống ba dân) tổ chức hàng năm (ngày 14,15 tháng Hai âm lịch); lễ hội truyền thống đình Nam Dư (ngày 14,15 tháng Hai âm lịch), lễ hội truyền thống đình làng Khuyến Lương (ngày 10,11 tháng Hai âm lịch), lễ hội bơi chải truyền thống (ngày 15 tháng Tám âm lịch). Trong phần hội còn tổ chức nhiều trò chơi dân gian.